# Николай Вълков
Николай Василев Вълков е български офицер, бригаден генерал, доцент.

## Биография
Роден е на 24 април 1951 г. в Казанлък. Завършва през 1975 г. Висшето народно военно-артилерийско училище в Шумен, а след това и Военната академия в София. Известно време е заместник-началник на Главно управление „Материално-техническо и медицинско осигуряване“ в Генералния щаб на Българската армия. След това е главен инспектор на Министерството на отбраната. На 9 януари 2004 г. е назначен за заместник главен инспектор на Министерството на отбраната и удостоен с висше военно звание бригаден генерал. На май 2004 г. е освободен от длъжността заместник главен инспектор на Министерството на отбраната и назначен за заместник-началник на Военна академия „Г. С. Раковски“. На 4 май 2005 г. е назначен за заместник-началник на Военна академия „Г. С. Раковски“, като на 25 април 2006 г. е преназначен на тази длъжност, считано от 1 юни 2006 г. На 15 февруари 2008 г. е освободен от длъжността заместник-началник на Военната академия „Г. С. Раковски“ и от кадрова военна служба, считано от 24 април 2008 г. По-късно е преподавател в Института по отбрана „Професор Цветан Лазаров“.

## Публикации
- Николай В. Вълков; Кирил С. Мирков, Практически метод за сравняване силата на съпротивление, което куршумът изпитва при движение в цевта с различен профил на канала.– научен доклад, Шумен,15 – 17. 10. 1998;
- Николай В. Вълков; Кирил С. Мирков, Анализ на площта на светлото сечение и дължината на образуващата на профила при полигонални цеви. – научен доклад, Шумен,15 – 17. 10. 1998;
- Николай В. Вълков, Изследване влиянието на вида на ризницата на куршума на тестовите боеприпаси при изпитване на арамидни материали. – научен доклад, Шумен, 14 – 15. 10. 2004;
- Николай В. Вълков, Борислав Генов, Георги Г. Генов, Пламен Н.Чернокожев, Методика за изкуствено стареене на балистични материали. – научен доклад, Шумен, 14 – 15. 10. 2004;
- Николай В. Вълков, Борислав Генов, Георги Г. Генов, Пламен Н.Чернокожев, Методика за онагледяване на въпроси от теорията на мерните прибори с използване на лазери – научен доклад, Шумен, 14 – 15. 10. 2004;
- Георги Генов, Николай Вълков, Учебно-материалната база и интензификация на учебния процес. – научен доклад, Варна, 5 – 9. 07. 2004;
- Живко С. Жеков, Николай В. Вълков, Устройство за изследване влиянието на външен фон върху регистрираните сигнали. – научен доклад, Шумен, ИКИ, 20 – 22. 05. 2004;
- Борислав Генов, Николай Вълков, Георги Б. Генов, Методика за изпитване на балистичните качества на средствата за индивидуална балистична защита. – научен доклад;
- Николай В. Вълков, Борислав Генов, Георги Г. Генов, Пламен Н. Чернокожев, Влияние на формата на сърдечници от металокерамика върху ефективността на боеприпаса. – научен доклад;
- Бр. ген. Вълков, д-р, д-р; ст.н.с. Г. Маринов, д-.р; ст.н.с. Хр. Христов, дтн., Проектът „Войник на бъдещето“ в условията на участие на Българската армия в многонационални операции. – научен доклад;
- Бр. ген. Николай Вълков, д-р; проф. Боян Петков, Актуални въпроси при окомплектоването на армията със стрелково оръжие. – научен доклад;
- Бр. ген. Николай Вълков, д-р; подп. Димчо Димов, проф. Боян Петков, Развитие на нелеталните БП, като средство в борбата срещу тероризма. – научен доклад;
- Бр. ген. Вълков, д-р; полк. Петър Андреев, доц. Калоянов, д-р, Теоретико – приложни аспекти на логистиката – статия в списание Военен журнал 2005;
- Бр. ген. Вълков, д-р; доц. Младен Велев д-р; доц. Иван Калоянов д-р, Работеща икономика – стабилна сигурност. – статия в Сборник научни трудове на ИПИО;
- Борислав Г. Генов; Николай В. Вълков; Георги Г. Генов; Пламен Н. Чернокожев, Възможности за използване на методи на безразрушитерния контрол при оценката на състоянието на керамичните елементи от системата за балистична защита;
- Огнева подготовка – Учебник за студентите от ВИВ – от стр. 75 до 147;
- Н. Вълков, Заглушителите – брошура от поредицата Всичко за оръжието;
- Н. Вълков, Г. Маринов, Револверът или пистолетът – брошура от поредицата Всичко за оръжието;
- Полк. Вълков Н. В. д-р; полк. доц. д-р Петров К. И.; полк. инж. Николов В.; подп. Димитров М.В.; м-р Христов Б. С, Метод и технологична карта за унищожаване на бойната част на БЧ на РК СС 23;
- Метод и технологична карта за унищожаване на бойната част на РК Скъд, Полк. Вълков Н. В., д-р; полк. доц. д-р Петров К. И.; полк. инж. Николов В.; подп. Димитров М.В.; м-р Христов Б. С.;
- Полк. Вълков Н. В. д-р, полк. доц. д-р Петров К. И.; полк. инж. Николов В.; подп. Димитров М.В.; м-р Христов Б. С., Метод и технологична карта за унищожаване на бойната част на РК Фрог;
- полк. Николай Вълков д-р, полк. Валери Николов, м-р Мариан Петракиев, Метод и технологична карта за взривно унищожаване на неуправляема ракетна част 9М21 чрез иницииране действието в бойни условия – поверително;
- Николай Вълков, Дисертация „Влияние на полигоналния профил на канала на цевите на стрелковото оръжие върху неговите характеристики“. Анализ и ефективност, аналитичен метод и програма за формиране.;